# Лагори, Виктор
Викто́р Клод Алекса́ндр Фанно́ де Лагори́ (фр. Victor Claude Alexandre Fanneau de La Horie; 5 января 1766, Жаврон-ле-Шапель, Майен, Пеи-де-ла-Луар, Франция — 29 октября 1812, Париж, там же) — французский военачальник, генерал в эпоху Первой империи.
Крёстный отец Виктора Гюго (был любовником его матери Софи Требюше).
Расстрелян за участие в заговоре Мале против Наполеона I вместе с генералом Клодом-Франсуа Мале и генералом Махименом-Жозефом Эммануэлем Гидалем на Гренельском поле 29 октября 1812 года.

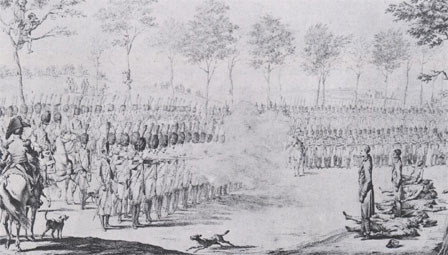
Казнь участников заговора Мале